# ジェネシス (テレビドラマ)
『ジェネシス』（英語: Genesis）は、フィリピンのテレビドラマ。GMAネットワークで2013年10月14日から12月27日まで放送された。

## 登場人物
アイザック・マカリナル
演：ディンドング・ダンテス
ラクエル・エルナンデス・デ・グスマン
演：リアン・ラモス
サンドラ・セバスチャン・トリニダード
演：ローナ・トレンティーノ
パオロ・デ・グスマン
演：TJ・トリニダード